# O Caso da Sociedade Química
"O Caso da Sociedade Química" (The Case of the Chemical Syndicate) é uma história em quadrinhos de 1939, escrita por Bill Finger e desenhada por Bob Kane, apareceu originalmente nos EUA na Detective Comics #27, sendo a primeira aparição do super-herói Batman da DC Comics.

## Sinopse de Bat-Man: "O Caso da Sociedade Química"
O Comissário Gordon recebe em casa a visita do seu jovem amigo Bruce Wayne. Enquanto conversam sobre um intrigante homem conhecido como Bat-Man, Gordon recebe uma chamada telefônica informando-o que Lambert, o rei dos produtos químicos foi esfaqueado na própria mansão e que as digitais do filho foram encontradas na faca. Logo, o comissário e Bruce Wayne saem para a mansão Lambert.
Quando chegam à cena do crime, o jovem Lambert insiste que é inocente. O rapaz explica que chegou em casa mais cedo e viu seu pai no chão com uma faca no corpo. Quando entrou na biblioteca, teve a impressão que alguém saltou pela janela e notou que o cofre estava aberto. Puxou a faca das costas do pai e o ouviu dizer as últimas palavras: "contrato... contrato". O jovem Lambert ainda acrescenta que seu pai teve três ex-sócios: Steven Crane, Paul Rogers e Alfred Stryker. Neste exato momento, Steve Crane liga pra mansão Lambert e solicita falar com Gordon. Crane revela que Lambert havia recebido uma ameaça de morte anônima no dia anterior e que hoje ele recebeu a mesma coisa e foi por isso que ligou, pois não sabe o que fazer e teme por sua vida. Bruce Wayne decide ir para casa, e Gordon se dirige para a residência de Crane.
Antes da chegada da polícia, Steven Crane é morto com um tiro, o assassino tira um papel do cofre e foge pela janela. O bandido e seu parceiro sobem para o telhado, quando são surpreendidos e confrontados por uma figura que eles reconhecem como o Bat-Man. O Bat-Man dá uma surra nos dois e pega o papel que o assassino roubou e foge. O DPGC chega mas não conseguem pegar o Bat-Man. Gordon descobre que Crane foi assassinado. Em outra parte, o Bat-Man examina o papel dentro do seu automóvel. 
Após tomar conhecimento da morte de Lambert, Paul Rogers se dirige ao laboratório de Alfred Stryker. O assistente de Stryker, Jennings, golpeia Rogers na cabeça e o amarra. Na hora que Jennings sai para ativar o gás da câmara que vai descer sobre Rogers para matá-lo, o Bat-Man salta por um claraboia, pega um chave inglesa, fecha o jato de gás, desamarra Rogers e quebra o vidro da câmara. Jennings retorna e saca uma arma, só que o Bat-Man salta sobre ele e começa a esmurrá-lo. Enquanto isso, Alfred Stryker chega e tenta matar Rogers com uma faca, mas é pego de surpresa por Bat-Man que estava escondido.
O Bat-Man explica a Rogers que descobriu que no passado os quatro [no caso, Rogers, Lambert, Crane e Stryker] foram sócios na Indústria Química Apex. E que Stryker fez contratos secretos com cada um deles por um certo valor por ano para se tornar o único proprietário. E para não pagar essa quantia decidiu matá-los e roubar seus contratos assim nenhum dos herdeiros tomariam conhecimento da dívida. Então, Stryker se livra das mãos do Bat-Man e saca uma arma, mas acaba levando um soco e cai em um tanque cheio de ácido. Rogers tenta agradecer ao Bat-Man, mas ele já se foi.
No dia seguinte, o Comissário Gordon relata a Bruce Wayne a última façanha do Bat-Man. Bruce leva tudo como um conto de fadas e retorna para casa. Quando Bruce chega na Mansão Wayne é revelado que, na verdade, ele é o Bat-Man.

## Publicação

### EUA
Além de ter sido impresso em Detective Comics #27, The Case of the Chemical Syndicate foi reimpresso em:
- Detective Comics #387
- Detective Comics #627
- Famous First Edition C-28
- Millennium Edition:Detective Comics #27
- Batman Archives Vol. 1
- Batman Chronicles Vol. 1
- Batman: From The 30's to the 70's

### Brasil
No Brasil, a história original foi publicada por várias editoras, entre elas a EBAL, Abril, Nova Sampa, Panini e Eaglemoss.
| EDITORA       | PUBLICAÇÃO       | TÍTULO                                                                | NOTAS / REFERÊNCIAS                                  |
| ------------- | ---------------- | --------------------------------------------------------------------- | ---------------------------------------------------- |
| EBAL          | 1974             | Almanaque de Batman                                                   | Formato Americano e Preto & Branco.                  |
| Abril         | Outubro de 89    | As Várias Faces de Batman                                             | Formatinho (13,5 x 19 cm) e Colorido.                |
| Abril         | Março de 95      | Detective Comics: As Quatro Primeiras Histórias de Batman             | Formato Americano (17 x 26 cm) com textos em inglês. |
| Nova Sampa    | Abril de 95      | Coleção Invictus Nº 18                                                | Formatinho (13,5 x 19 cm) e Preto & Branco.          |
| Panini Comics | Agosto de 2007   | Batman Crônicas Volume Um                                             | Formato Americano (17 x 26 cm) e Colorido.           |
| Panini Comics | Novembro de 2010 | Coleção DC 75 Anos Nº 1                                               | Formato Americano (17 x 26 cm) e Colorido.           |
| Panini Comics | Março de 2011    | DC + Aventura N° 1                                                    | Formato Americano (17 x 26 cm) e Colorido.           |
| Eaglemoss     | Setembro de 2014 | DC Comics - Coleção de Graphic Novels n° 1 Batman: Silêncio - Parte 1 | Formato Americano (17 x 26 cm) e Colorido.           |

## Outras versões
Por ser a primeira aventura publicada do Batman, “The Case of the Chemical Syndicate” foi refeita várias vezes. Em 1969, no trigésimo aniversário da história, uma atualização contemporânea intitulada “The Cry of the Night is -- Sudden Death!” (traduzida pela EBAL como "O Grito da Noite ... é Morte Súbita!") escrita por Mike Friedrich foi publicada em Detective Comics #387 (maio de 1969) com arte de Bob Brown e Joe Giella.
Outro remake foi incluído em Secret Origins #6 (1986) por Roy Thomas e Marshall Rogers, resgatando o enredo do original com desenhos atualizados.
Para celebrar a 600ª aparição do Batman na Detective Comics, a edição #627 (março de 1991) saiu como uma edição especial onde foram incluídas as quatro versões diferentes da história: a original de 1939, a atualização de 1969 (renomeada para "The Cry of the Night is -- Kill!" ("O Grito da Noite é... Matar!")), e duas novas histórias, uma escrita por Marv Wolfman e desenhada por Jim Aparo, e outra com roteiro de Alan Grant e arte de Norm Breyfogle.
Brad Meltzer escreveu uma versão atualizada da história com arte de Bryan Hitch para Os Novos 52 Detective Comics Vol. 2 # 27 que foi lançada em janeiro de 2014 como parte do 75º aniversário do Batman.

## Curiosidades
- A trama básica de "The Case of the Chemical Syndicate" é geralmente mencionada como copiada de outra série. "Maxwell Grant" escreveu uma história quase idêntica sobre O Sombra intitulada "Partners of Peril " vários anos antes.
- Batman é chamado Bat-Man nesta história.
- O primeiro nome do Comissário [James "Jim"] Gordon não é mencionado.